# Байжансай
Байжанса́й (каз. Байжансай) — село у складі району Байдібека Туркестанської області Казахстану. Входить до складу Алмалинського сільського округу.
У радянські часи село мало статус смт, яке утворилось при свинцево-цинковому родовищі, після незалежності отримало статус селища, з 1998 року — село.
Населення — 32 особи (2021; 198 у 2009, 339 у 1999, 2796 у 1989).